# Paióniosz (szobrász)

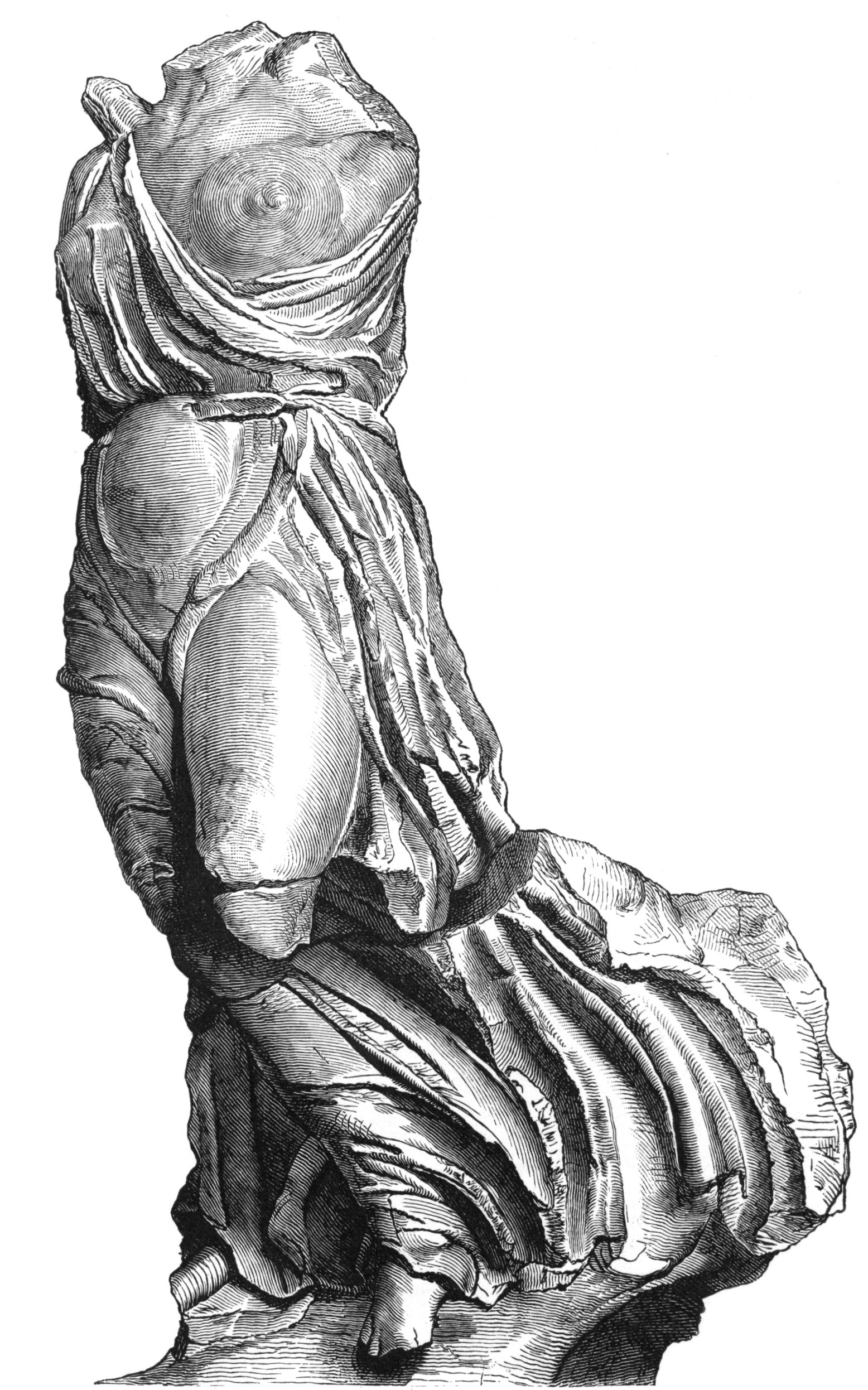
Paióniosz Niké-szobra, 1889-es rajz még a kar egy darabja és a fej töredékének megtalálása előtt.

Paióniosz (görög betűkkel Παιώνιος Μενδαῖος, Paióniosz Mendaiosz, latinosan Paeonius) Mendéből, a trákiai ión gyarmatvárosból származó ókori görög szobrász.
Pauszaniasz neki tulajdonította az olümpiai Zeusz-templom keleti oromfalának frízeit, a Pelopsz és Oinomaiosz versenyét ábrázoló szoborcsoportot. Ez kétséges, mivel a templom építése idején – az i. e. 420-as években – még nagyon fiatal volt és i. e. 420 körül alkotta első ismert szobrát, amely Nikét ábrázolja és szintén Olümpiában került elő a Zeusz-templom homlokzata mellett. Körülbelül 9 méter magas volt eredetileg, talapzatán az alkotó nevével. A szobor Messzéné és Naupaktosz konfliktusára utal, de hogy pontosan melyikre, az vitatható. Pauszaniasz szerint a messzénéiek az i. e. 425-ös szphaktériai csata emlékezetéről tudnak, maga Pauszaniasz azonban inkább a Naupaktosz által elfoglalt Oiniadai esetére gondolt (i. e. 455). Harmadik lehetőségként felmerülhet II. Arkhidamosz spártai király hadjáratainak ideje közvetlenül a nikiaszi béke megkötése után (i. e. 421).
Az olümpiai Niké biztos kezű, mesterségét kiválóan értő szobrászt mutat, annak ellenére, hogy alkotója még fiatal volt.